# Hotter Than Fire
«Hotter Than Fire» —en español: «Más caliente que el fuego»— es una canción del cantante sueco Eric Saade y cantante estadounidense de Dev. Es el primer sencillo del tercer álbum de Saade, Saade Vol. 2, y fue lanzado por primera vez el 2 de noviembre de 2011 en Suecia. La canción alcanzó el puesto #5 en Suecia.

## Video musical
El video musical se estrenó el 7 de diciembre de 2011. Se rodó en una sola toma y filmado el 19 de noviembre de 2011 en España, Suecia y el Reino Unido. Dev filmó su parte en los Estados Unidos. En el video, Saade es el baile de habitación en habitación en una casa abandonada. Dev se ofrece a través de videoconferencia. El video utiliza toda velocidad en marcha y frenado-secciones.

## Posicionamiento en listas
| Listas (2011)              | Mejor posición |
| -------------------------- | -------------- |
| Suecia (Sverigetopplistan) | 5              |

## Video musical
- Sitio oficial de Eric Saade
- Facebook oficial de Eric Saade
- Video musical

- Datos: Q851802